# آلتین‌تاش

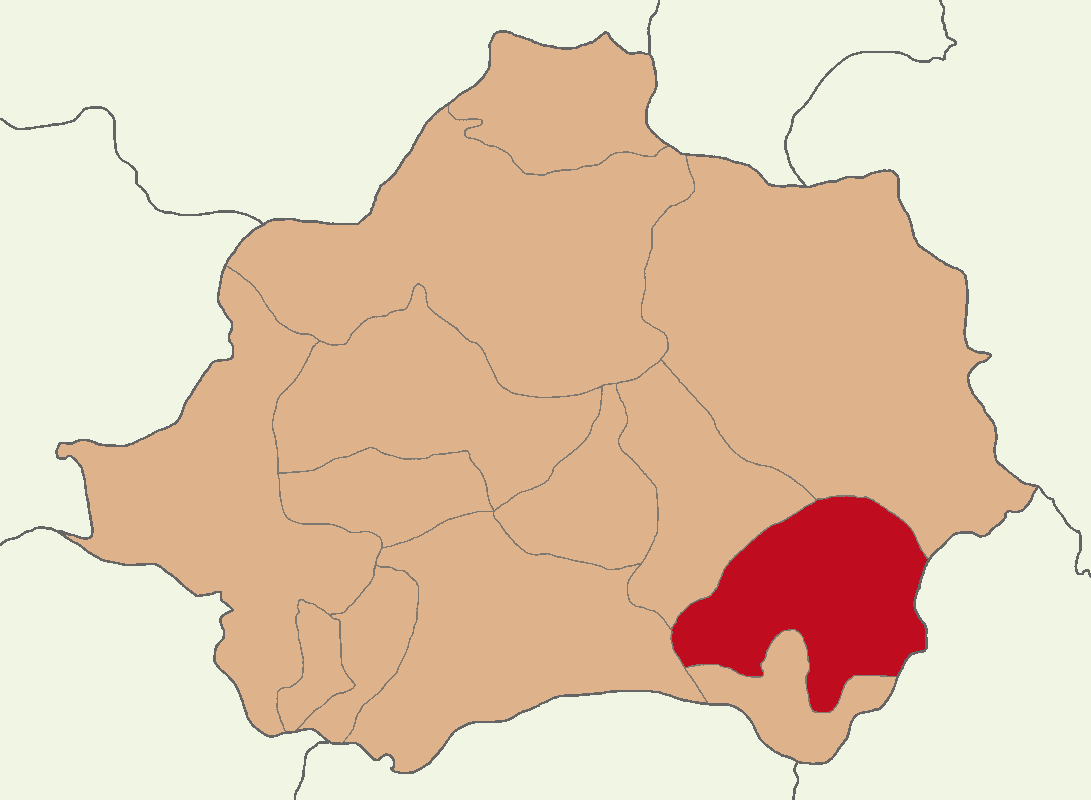
موقعیت منطقه آلتینتاش

آلتین تاش (به لاتین: Altıntaş) شهری در ترکیه است که در استان کوتاهیه واقع شده‌است.